# Apsique (huno)
Apsique (em grego: Άψιχ; romaniz.: Apsich) foi um oficial bizantino que esteve ativo no século VI durante o reinado do imperador Maurício (r. 582–602).

## Etimologia
A forma reconstruída de seu nome pode ser *Apsïq. Sua etimologia pode ter duas origens, do alano *apsa, "cavalo", e do turcomano -°k, -°q, "pequeno cavalo".

## Vida
Segundo Teofilacto Simocata, Apsique era de origem huna, alegação contestada pelos autores da Prosopografia do Império Romano Tardio que consideram-no ávaro. Aparece pela primeira vez em 585, quando recebeu comando no Oriente como hipoestratego, ao lado de Estêvão, em decorrência do estado de saúde do general Filípico. Em 586, recebeu novo comando, agora ao lado de Ilifredas, na ala esquerda do exército bizantino durante a Batalha de Solacão.